# 小山将太郎
小山 将太郎（おやま しょうたろう、1990年4月6日 - ）は、東京都出身の実業家、射撃選手、ライフル射撃コーチ。
血液型はA型。合同会社J-MAGIC代表取締役、特定非営利活動法人FunShootingJapan理事長、東洋大学I部体育会ライフル射撃部主任コーチ、氷川神社神輿世話人。

## 来歴
1990年4月6日、東京都品川区の五反田に長男として生まれる。妹がいる。
中学生の際に、目黒中央体育館にてライフル射撃競技を開始する。高校は私立栄北高等学校へ入学し、エア・ライフル部に入部。大学は東洋大学へ進学し、ライフル射撃部に入部。卒業後の平成29年4月より東洋大学Ⅰ部体育会射撃部のコーチに就任した。元オリンピック日本代表選手の中條公行は選手としても指導者としても、本人を作り上げた恩師にあたる。
2020年にライフル射撃の競技用ジャケットの製造販売を行うためにJ-MAGICを創業した。それに合わせて同時に埼玉県川口市にJ-MAGIC Shooting Rangeを開業している。シェアハウス型のライフル射撃場は日本では初となる。J-MAGIC Shooting Rangeの2階ではライフル射撃用ジャケットのオーダーメイド製造を行っている。
2022年に個人事業として行っていた事業を合同会社J-MAGICとして法人化している。

## 人物
[編集]
- 趣味は読書であり、競技場の外では選手の練習時間以上に自身の知性を上げる時間を取っていると周囲に話している。

- 祖父が創設した神輿会桐政の３代目の跡取りであり、現氷川神社の神輿世話人である。

## メディア出演

### 雑誌
- 実猟系狩猟専門誌『けもの道』(三才ブックス)- 2022春号 Hunter's sprinG『国内初! シェアハウス型ライフル射撃場が誕生』